# Abou al-Layth As Samarqandî
 (janvier 2018).
Si vous disposez d'ouvrages ou d'articles de référence ou si vous connaissez des sites web de qualité traitant du thème abordé ici, merci de compléter l'article en donnant les références utiles à sa vérifiabilité et en les liant à la section « Notes et références ».
Abou al-Layth As Samarqandî (333-373 A.H.)  (arabe :أبو الليث السمرقندي )  est un faqih hanafite et un théologien maturidite célèbre par son exégèse (tafsir) du Coran intitulée Bahr Ul 'Ulûm. 

## Son œuvre
- Bahr Ul 'Ulûm, qui est une exégèse du Coran.
- Tambîh Ul Ghâfilîn, qui est un livre de Soufisme.
- Muhtelefu'r Rivaye
- Bostan-ul-arifin
- Tafsir-ul-Coran
- Hizanet-ul-Fiqh
- Uyun-ul Mesail fi'l Furu’
- Asrar'ul Vahy
- Kurret-ul-Uyun ve Müferrihü-Kalb-il-Mahzun
- Cherh-i Fiqh-ul-Akber
- Tuhfet-ül-Enam fi Menakıb-il-Eimmet-il-Erbe’a el-A’lam
- Dakaik-ul-Ahbar fi Zikr-il-Cennet’i ven-Nar
- Al-Fetava
- Muhtelif-ur-Rivaye
- An-Navazil fil-Furu’
- Al-Mukaddime fi’s-Salat
- Bayanu Akidet-il-Usul
- Ta’sis-ul-Fiqh
- Cherhu’l-Islam
- Al-Mearif fi Cherh-is-Sehaif
- Ta’sis-un-Nazar
- Risalat-un-Mearife ve'l İman
- Risala fil-Hikem
- Kut’un-Nafs fi Ma’rifat-il-Arkan-il-Hams
- Al-Letaifu'l Mustehrece min Sahihi'l Buhari